# 法蘭索瓦·葛羅
法蘭索瓦·葛羅（法語：François Gros，法語發音：[fʁɑ̃swa ɡʁo]；1925年4月24日—2022年2月18日），生於法國巴黎，生物學家，為法國細胞生物化學的先驅。曾任教法兰西公学院，為法兰西学会院士。

## 生平
1977年進入候選名單，於1979年獲選為法蘭西學術院院士。
2022年過世，享壽97歲.。